# Lípa na Sokolském ostrově
Lípa na Sokolském ostrově v Českých Budějovicích je památný strom, který se nachází západně od náměstí Přemysla Otakara II. a současně nedaleko od plaveckého stadionu v Českých Budějovicích. Památným stromem byla lípa vyhlášena dne  6. prosince 1993 rozhodnutím Úřadu města České Budějovice.

## Základní údaje
- název: Lípa na Sokolském ostrově[2]
- druh: lípa malolistá (Tilia cordata)[2]
- výška: 25 m (1993), 14 m (2019)[3]
- výška koruny: 18 m (2012)[3]
- šířka koruny: 18 m (2012)[3]
- obvod kmene: 6,20 m (1993), 6,62 m (2019)[3]
- věk: 250 (1990)[3]

Tato lípa je velmi unikátní strom, a to díky svému stáří a rozměrům, její kmen je dutý. V části kmene je zbytek betonové výplně. Tento postup byl používán v dávné minulosti jako způsob konzervace stromů. Lípa je solitér a roste na rovinatém pozemku. Je zařazena v kategorii Veterán.

## Stav stromu
Zdravotní stav lípy byl v roce 2012 dobrý.

## Památné stromy v okolí
- Dub u Starohaklovského rybníka
- Jinan v rajské zahradě
- Jinan u loděnice
- Červenolistý buk